# 艾奧拉 (伊利諾伊州)
艾奧拉（英語：Iola）是位於美國伊利諾伊州克萊縣的一個村落。

## 地理
艾奧拉的座標為38°50′01″N 88°37′40″W / 38.83361°N 88.62778°W，而該地最高點為海拔高度160米（即525英尺）。

## 人口
根據2010年美國人口普查的數據，艾奧拉的面積為2.53平方千米，當中陸地面積為2.53平方千米，而水域面積為0.00平方千米。當地共有人口135人，而人口密度為每平方千米53人。